# سواچ
سواچ یک نام تجاری برای ساعت‌های مچی است که توسط گروه سواچ تولید می‌گردند. در سال ۱۹۸۴ فکر تولید آن به وجود آمد و در مارس ۱۹۸۵ به بازار سوئیس ارائه شد.
خط تولید سواچ به عنوان پاسخی به بحران کوارتز در دهه‌های ۱۹۷۰ و ۱۹۸۰ توسعه یافت، که در آن ساعت‌های ارزان‌قیمت، باتری‌دار و تنظیم‌شده با کوارتز در حال رقابت با ساعت‌سازان معتبر اروپایی بودند که عمدتاً ساعت‌های مکانیکی تولید می‌کردند.

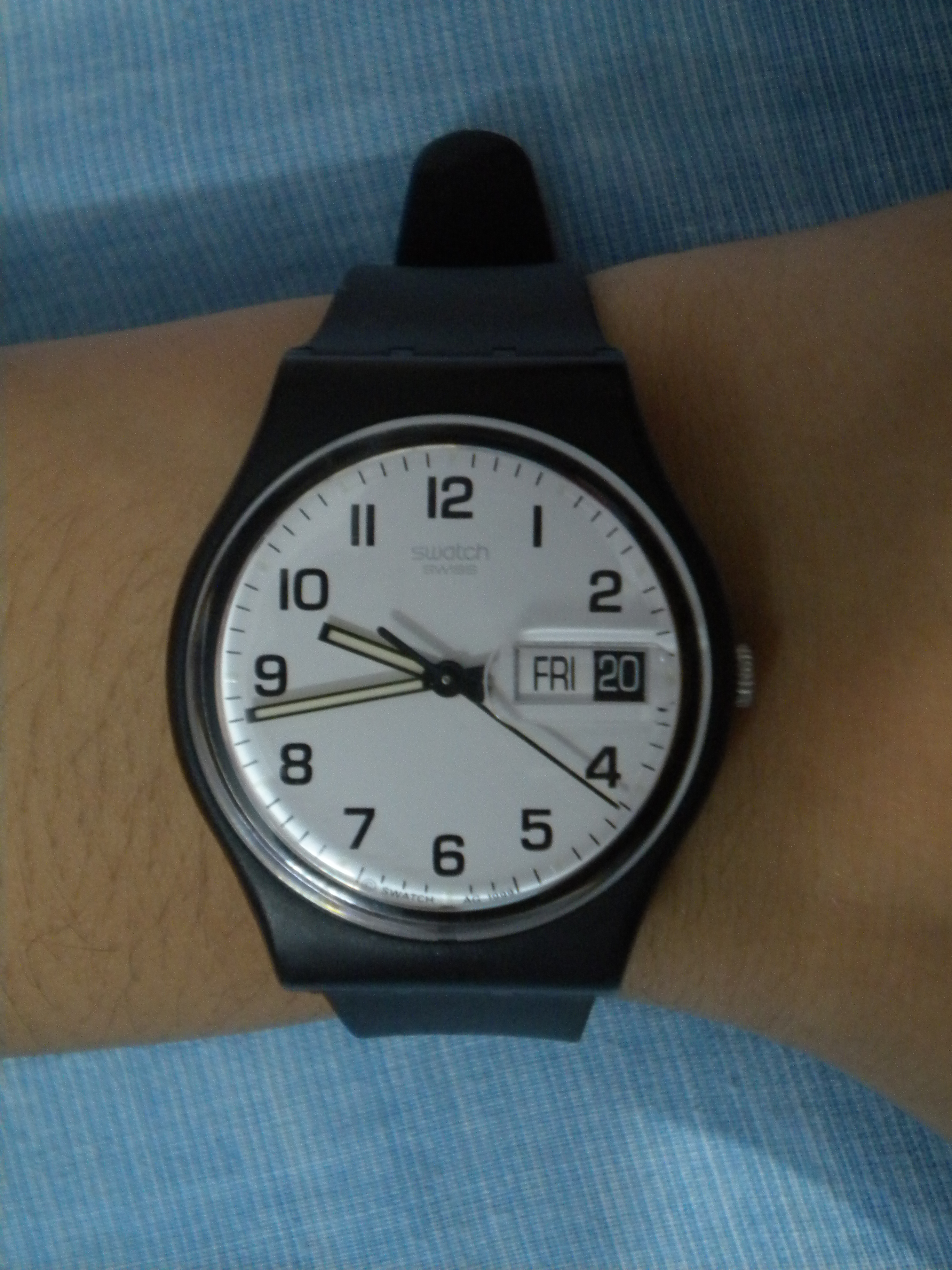
ساعت مچی سواچ

در سال ۱۹۸۳ آقای نیکولاس ج هایاک ساعت سوئیسی سواچ را بنیان‌گذاری کرد و با این کار راهی نو برای گروه سواچ و تکمیل مارک‌های آن گشود. او در سال ۱۹۹۸ موفق به کسب دکترا از دانشکده نوشاتل گردید. دوران مدیریت عاملی او در گروه سواچ از ۱۹۸۶ آغاز و تا سال ۲۰۱۰ ادامه یافت.

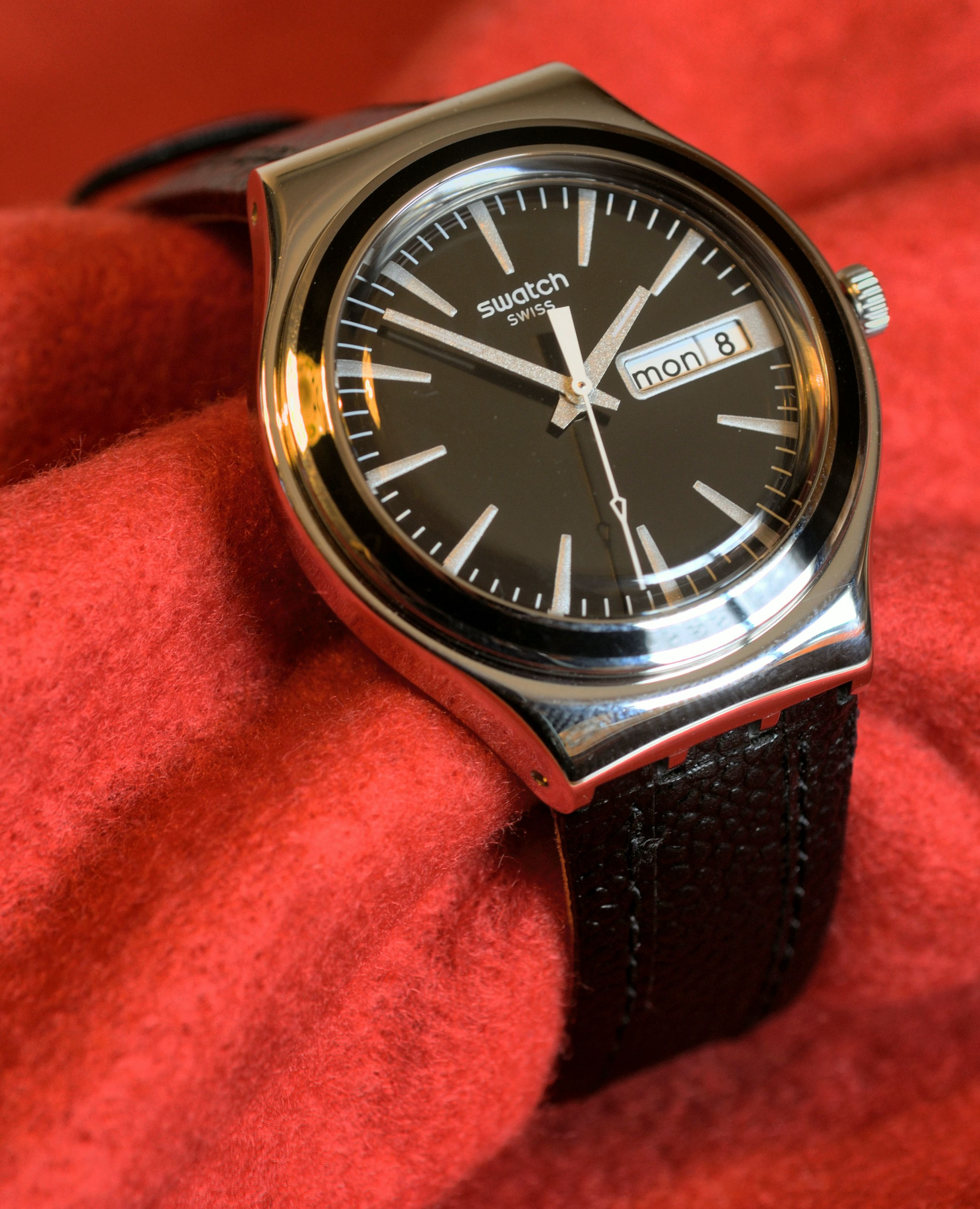
ساعت مچی سواچ آیرونی مدل جاکل سوئیت